# New York City Ballet

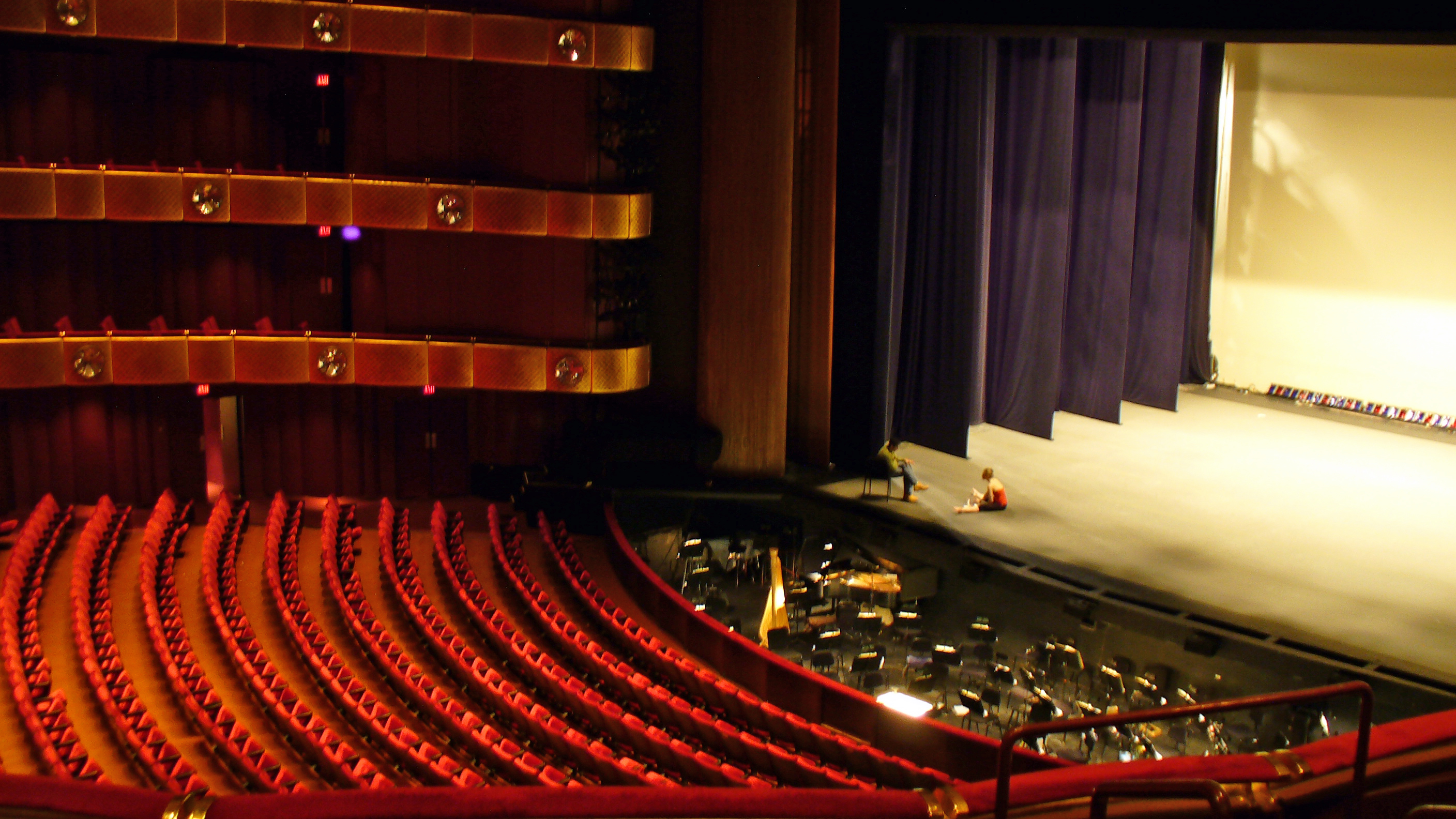
David H. Koch Theater

Das New York City Ballet ist eine 1948 von George Balanchine und Lincoln Kirstein gegründete Ballettkompanie. Es war die erste Ballett-Institution mit zwei ständigen Spielstätten, dem David H. Koch Theater im Lincoln Center New York und dem Saratoga Performing Arts Center in Saratoga Springs, New York. Die angeschlossene School of American Ballet ist im benachbarten Samuel B. & David Rose Building at Lincoln Center untergebracht.

## Geschichte
Die Idee zur Gründung stammte von Lincoln Kirstein. Seine Vision war ein amerikanisches Ballett, wo einheimische junge Tänzer von den besten Ballettmeistern ausgebildet würden, um ein neues, modernes Repertoire aufzuführen, statt auf ausländische Tournee-Gruppen angewiesen zu sein.
1933 traf Kirstein George Balanchine in New York und wusste sofort, er hatte die richtige Person für seine Vision getroffen. Balanchine hatte in Russland eine klassische Ballettausbildung genossen und außerdem Klavier und Komposition studiert. Die Anfangsjahre waren jedoch schwierig. Eine dreijährige Zusammenarbeit mit der Metropolitan Opera endete im Streit. Während des Zweiten Weltkriegs war nur die Schule der Kompanie aktiv.
Nach Ende des Krieges wurde die Ballet Society gegründet. Die ersten Auftritte fanden am City Center for Music and Drama in New York statt. Morton Baum, zu der Zeit Vorsitzender des City Center’s Finance Committee war beeindruckt von der Vorführung und schlug vor, aus der Kompanie das New York City Ballet zu machen. 1948 wurde Jerome Robbins zum Assistant Artistic Director. Die erste Spielzeit wurde im Oktober 1948 mit drei Choreografien von Balanchine eröffnet: Concerto Barocco, Orpheus und Symphony in C.
1964 zog die Kompanie in das neue New York State Theater, heute umbenannt in David H. Koch Theater, um. Gastspielreisen führten das New York City Ballet u. a. nach Europa, Australien, Brasilien, Japan und Russland.
Heute hat die Kompanie ungefähr 90 Tänzer und 150 Stücke in ihrem Repertoire, hauptsächlich Choreografien von Balanchine, Robbins und Peter Martins. Sie gehört zu den drei führenden Ballettkompanien der USA.

## Principal Dancer
| - Jared Angle - Charles Askegard - Yvonne Borree - Ashley Bouder - Jacques d’Amboise - Joaquin de Luz - Albert Evans - Megan Fairchield - Gonzalo Garcia - Sterling Hyltin | - Darci Kistler - Maria Kowroski - Nicholas Magallanes - Sébastien Marcovici - Nilas Martins - Sara Mearns - Benjamin Millepied - Francisco Moncion - Philip Neal - Jenifer Ringer | - Jennie Somogyi - Abi Stafford - Jonathan Stafford - Maria Tallchief - Janie Taylor - Helgi Tomasson - Daniel Ulbricht - Andrew Veyette - Wendy Whelan |